# Muhammad Ali (Schlagzeuger)
Muhammad Ali (* 23. Dezember 1936 in Philadelphia als Raymond Patterson) ist ein US-amerikanischer Schlagzeuger des Free Jazz.

## Leben
Ali arbeitete mit  Alan Shorter, Don Ayler und Albert Ayler, mit denen er auch aufnahm. Mit der Band von Frank Wright kam er 1969 nach Europa, wo er sich dann in Paris niederließ. Er spielte lange Jahre mit Wrights Center of the World (zu der auch Bobby Few und Alan Silva gehörten), nahm aber auch mit Saheb Sarbib, Archie Shepp, Michel Pilz/Itaru Oki und Hans Dulfer auf. Seit längerem spielt er mit Noah Howard. Im Oktober 2006 trat er mit Dave Burrell, Reggie Workman und seinem Bruder, dem mit ähnlicher Stilistik spielenden Schlagzeuger Rashied Ali, in Philadelphia anlässlich des 80. Geburtstags von John Coltrane auf. Zu hören ist er auf Bobby Zankels Album Celebrating William Parker at 65 (2017).